# أنطونيو بينديتو دا سيلفا
أنطونيو بينديتو دا سيلفا (بالبرتغالية: Antônio Benedito da Silva‏) (23 مارس 1965 في كامبيناس في البرازيل – )؛ هو لاعب كرة قدم سابق كان يلعب كمهاجم. يلعب مع منتخب البرازيل لكرة القدم منذ عام 1989.

## وصلات خارجية
- أنطونيو بينديتو دا سيلفا على موقع رابطة كرة القدم اليابانية للمحترفين (اليابانية)
- أنطونيو بينديتو دا سيلفا على موقع قاعدة بيانات كرة القدم.إي يو (الإنجليزية)
- أنطونيو بينديتو دا سيلفا على موقع ناشيونال فوتبول تيمز (الإنجليزية)
- أنطونيو بينديتو دا سيلفا على موقع عالم كرة القدم.نت (الإنجليزية)

- National Football Teams